# Barbara Hackenschmidt

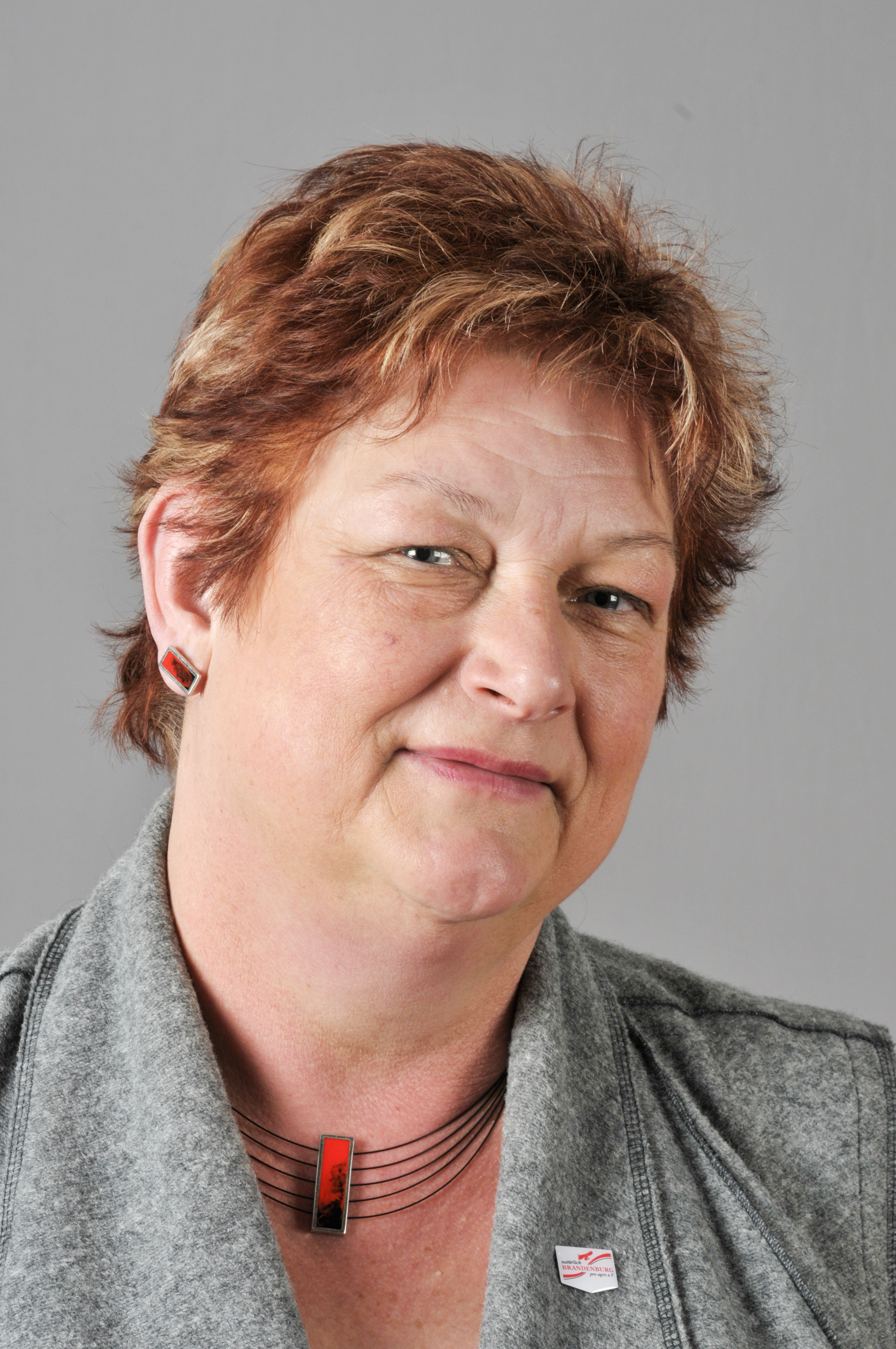
Barbara Hackenschmidt 2016

Barbara Hackenschmidt (* 1. Mai 1955 in Betten) ist eine deutsche Politikerin (SPD). Sie war zwischen 2015 und 2019 wieder Abgeordnete im Landtag von Brandenburg, dem sie bereits von 2004 bis 2014 angehört hatte.

## Leben und Beruf
Barbara Hackenschmidt besuchte die Polytechnische Oberschule in Massen. Von 1971 bis 1973 absolvierte sie eine Berufsausbildung zur Wirtschaftskauffrau. Von 1973 bis 1978 folgte ein Studium der Pädagogik an der Pädagogischen Hochschule Erfurt/Mühlhausen mit dem Abschluss als Diplompädagogin. Danach arbeitete Hackenschmidt von 1978 bis 1993 als Lehrerin und war von 1993 bis 1995 arbeitssuchend. In dieser Zeit arbeitete sie in der Firma „Elektroinstallation & Kundendienst Reiner Hackenschmidt“ mit. Von 1995 bis 1999 übernahm sie die Tätigkeit als Mitarbeiterin der Landtagsabgeordneten Regine Hildebrandt. Von 2000 bis 2002 war sie als Projektmitarbeiterin („Externes Ausbildungsmanagement“) bei einer Firma in Finsterwalde angestellt und übernahm 2002 die Aufgabe als Projektleiterin. Seit 2003 ist sie als Selbständige tätig.
Sie ist geschieden, evangelisch und hat drei Kinder.

## Politisches Engagement
Hackenschmidt ist seit 1992 Mitglied der SPD. Sie wurde 1998 Mitglied des Kreistages Elbe-Elster und war dort bis 2003 Kreistagsvorsitzende. Von 1998 bis 2015 war sie Mitglied des ASF-Bundesvorstandes und von 2000 bis 2015 stellvertretende ASF-Bundesvorsitzende. Von 2008 bis 2013 war sie zudem als Mitglied der Gemeindevertretung Massen tätig. Nach der Landtagswahl in Brandenburg 2004 zog sie in den brandenburgischen Landtag ein. Für ihre Fraktion ist sie Mitglied im Ausschuss für Wirtschaft. Bei der Landtagswahl 2009 verpasste sie zunächst den Wiedereinzug, konnte dann aber nach der Mandatsniederlegung von Martin Gorholt im November 2009 nachrücken. Mit Beschluss des Ministerrates der EU vom 22. Juni 2012, der am 28. Juni 2012 im Amtsblatt L 168 auf Seite 37 veröffentlicht wurde, war sie für das Land Brandenburg Stellvertreterin im Ausschuss der Regionen. Nach der Landtagswahl in Brandenburg 2014 schied sie aus dem Landtag aus. Am 1. November 2015 rückte sie für den ausgeschiedenen Abgeordneten Andreas Kuhnert nach und wurde so Mitglied des 6. Landtages Brandenburg. Sie war Mitglied im Wirtschaftsausschuss und im Ausschuss für Europaangelegenheiten, Entwicklungspolitik und Verbraucherschutz-Fachpolitische Sprecherin für Tourismus sowie Europa.
Hackenschmidt ist in verschiedenen Vereinen und Verbänden aktiv. Innerhalb der evangelischen Kirche ist sie unter anderem seit 1998 Mitglied der Synode des Kirchenkreises Finsterwalde. Sie ist zudem ehrenamtliches Mitglied des Beirates des Verkehrsmanagement Elbe-Elster GmbH, Vorsitzende des Vereins zur Förderung der Zusammenarbeit von Schule und Wirtschaft im Landkreis Elbe-Elster, Vorsitzende des Bildungsvereins Elbe-Elster, Mitglied im Vorstand von "pro agro" und 2. Vorsitzende des Vereins Frauenbrücke Ost-West.